# 科赫
科赫（Koch）可以指：

## 人物
- 罗伯特·科赫（德语：Heinrich Hermann Robert Koch，1843年12月11日－1910年5月27日），德國醫生和微生物學家。
- 查尔斯·科赫（英語：Charles Koch，1935年11月1日－），美國商人、政治家、慈善家。
- 龚拉·科赫（德語：Kurt Koch；1950年3月15日－），瑞士天主教執事紅衣主教。
- 大衛·咸美頓·科赫（英語：David Hamilton Koch，1940年5月3日－2019年8月23日），美國商人、慈善家、政治活動家和化學工程師。
- 伊尔斯·科赫（德語：Ilse Koch，本姓Köhler，1906年9月22日－1967年9月1日），卡爾-奧托·科赫的妻子。
- 约纳坦·科赫（德語：Jonathan Koch，1985年10月29日－），德國男子賽艇運動員。
- 马丁·科赫（德語：Martin Koch，1982年1月22日－），奥地利男子跳台滑雪运动员。
- 玛丽塔·科赫（德語：Marita Koch，1957年2月18日－），德國女子田徑運動員。
- 西奧多·科赫（英語：Theodor Koch，1905年5月13日－1976年10月21日），德國工程師和武器製造商。
- 克里斯托夫·科赫（英語：Christof Koch，/kɒx/，1956年11月13日－），德裔美國神經生理學家和計算神經科學家。
- 亚历山大·科赫（德語：Alexander Koch，1969年2月22日－），德國男子擊劍手。
- 維爾納·科赫（德語：Werner Koch，1961年7月11日－），德國自由軟件設計師。
- 于尔根·科赫（德語：Jürgen Koch，1973年1月8日－），奧地利男子羽毛球運動員。
- 茱莉亞·科赫（英語：Julia Margaret Flesher Koch，1962年4月12日－），美國名媛、慈善家。
- 罗兰·科赫（英語：Roland Koch，1958年3月24日－），德國政治家
- 大衛·咸美頓·科赫（英語：David Hamilton Koch，1940年5月3日－2019年8月23日），美國商人、慈善家、政治活動家和化學工程師。
- 克里斯蒂娜·科赫（英語：Christina Hammock Koch，1979年1月29日－），美國工程師和美國宇航局宇航員。
- 弗雷德里克·羅賓遜·科赫（英語：Frederick Robinson Koch，1933年8月26日－2020年2月12日），美國收藏家和慈善家。
- 羅賓·科赫（德語：Robin Koch；1996年7月17日－）德國足球運動員。
- 海里格·馮·科赫（瑞典語：Niels Fabian Helge von Koch，1870年1月25日－1924年3月11日），瑞典數學家。

|  | 本页或本分段罗列了姓氏为「科赫」的人物。 如果是一个指代特定个人的内链将您引导到本页，請考慮修正該人物的名字以將链接指向正確的條目。 |